# The Bakerton Group
The Bakerton Group — американський інструментальний блюзовий гурт з Льюїстауна, округ Фредерік, штат Меріленд.
Музичний стиль гурту містить елементи блюз-року, психоделічного року та джазу.

## Історія
Гурт The Bakerton Group є сайд проектом гурту Clutch.
До складу гурту The Bakerton Group входять учасники рок-гурту Clutch: Тім Султ (Tim Sult), Ден Мейнс (Dan Maines), Жан-Поль Гастер (Jean-Paul Gaster), Ніл Феллон (Neil Fallon).
Гурт багато гастролював Канадою та США.
Відійшовши від традиційного звучання Clutch, The Bakerton Group зосереджується на інструментальних талантах своїх учасників, створюючи психоделічні, модні, «заражені джазом» пісні.
У 2001 році, на лейблі River Road Records, гурт випустив дебютний мініальбом Space Guitars з трьох треків. Мініальбом був доступний для безкоштовного завантаження на офіційному сайті гурту Clutch.
У серпні 2006 року гурт почав запис нового матеріалу для свого першого повноформатного релізу в студії Джеймса Роббінса, Magpie Cage, у Балтиморі. Альбом продюсував Джеймс Роббінс з гурту Jawbox. У записі альбому брав участь Мік Шауер (Mick Schauer), який грав на електричному органі Гаммонда. У жовтні 2007 року, більше ніж через рік після початку запису, на лейблі Emetic Records було випущено повноформатний альбом The Bakerton Group.
17 лютого 2009 року гурт The Bakerton Group випустив повноформатний альбом El Rojo на лейблі Weathermaker Music. Альбом був спродюсований Джеймсом Роббінсом. Після того, як Мік Шауер покинув гурт в 2007 році, його замінив Пер Віберг (Per Wiberg) з гурту Opeth (клавішні, орган та синтезатор).

## Дискографія
| Рік  | Назва              | Лейбл              |
| ---- | ------------------ | ------------------ |
| 2001 | Space Guitars EP   | River Road Records |
| 2007 | The Bakerton Group | Emetic Records     |
| 2009 | El Rojo            | Weathermaker Music |

## Склад гурту
- Тім Султ (Tim Sult) — гітара
- Ден Мейнс (Dan Maines) — бас-гітара
- Жан-Поль Гастер (Jean-Paul Gaster) — ударні
- Ніл Феллон (Neil Fallon) — гітара

### Колишні учасники
- Мік Шауер (Mick Schauer) — орган (помер у 2019 році)